# 2024 en taekwondo
Cet article présente les faits marquants de l'année 2024 en taekwondo.

## Évènements

### Jeux olympiques
- Taekwondo aux Jeux olympiques d'été de 2024